# ویلیام هاید والستن
ویلیام هاید والستن (انگلیسی: William Hyde Wollaston؛ زاده ۶ اوت ۱۷۶۶ درگذشته ۲۲ دسامبر ۱۸۲۸) یک شیمی‌دان و فیزیک‌دان اهل انگلستان بود. دستگاه اتاقک روشن توسط وی ابداع شد.همچنین او نیز کاشف چندین عنصر جدول تناوبی است.